# Delureni (Stoilești), Vâlcea
Delureni este un sat în comuna Stoilești din județul Vâlcea, Muntenia, România. Se află în partea de SE a județului, în Podișul Cotmeana. În sat se află biserica cu hramul Intrarea în Biserică, ce datează din 1840 și are statut de monument istoric cu codul VL-II-m-B-09740.

## Galerie de imagini